# Campeonato Paraguayo de Fútbol 1986

El Campeonato Paraguayo de Fútbol 1986 de la Primera División de Paraguay fue el campeonato número 76 del fútbol paraguayo. Estuvo compuesto por dos etapas: una inicial con tres ruedas en choques de todos contra todos; y una fase final que comprendió a 6 equipos, los dos mejores de cada una de las primeras ruedas.
Se coronó campeón el club Sol de América por primera vez en su historia y resultó subcampeón el club Olimpia; ambos clasificaron a la Copa Libertadores de 1987.

## Primera Etapa

### Primera Rueda
Sol de América y Guaraní empataron en la primera posición. Ganó el desempate en penales este último.

### Segunda Rueda
La ganó Libertad y Olimpia quedó segundo.

### Tercera Rueda
Ganó Sol de América y Colegiales fue el segundo.

### Acumulativo
1° Sol de América
2° Colegiales
3° Guaraní
4° Cerro Porteño
5° Libertad
6° Olimpia
7° Sportivo Luqueño
8° Sport Colombia
9° Nacional
10° San Lorenzo
Clasificaron a la etapa final Sol de América con 3 puntos de bonificación, Guaraní y Libertad con 2 puntos, Olimpia y Colegiales con 1 punto y Cerro Porteño sin puntos (como mejor club en el acumulativo, aparte de los clasificados).

## Etapa Final
| Pos. | Club                | PJ | PG | PE | PP | Ptos. | GF | GC |
| ---- | ------------------- | -- | -- | -- | -- | ----- | -- | -- |
| 1    | Sol de América      | 5  | 2  | 2  | 1  | 9     | 9  | 6  |
| 2    | Olimpia             | 5  | 3  | 1  | 1  | 8     | 8  | 4  |
| 3    | Cerro Porteño       | 5  | 3  | 1  | 1  | 7     | 7  | 5  |
| 4    | Libertad            | 5  | 2  | 0  | 3  | 6     | 6  | 8  |
| 5    | Guaraní             | 5  | 1  | 1  | 3  | 5     | 2  | 6  |
| 6    | Atlético Colegiales | 5  | 1  | 1  | 3  | 4     | 4  | 7  |